# Kotlearivka, Solone
Kotlearivka (în ucraineană Котлярівка) este un sat în așezarea urbană Novopokrovka din raionul Solone, regiunea Dnipropetrovsk, Ucraina.

## Demografie
Componența lingvistică a localității Kotlearivka
     Ucraineană (99,2%)
     Alte limbi (0,8%)
Conform recensământului din 2001, majoritatea populației localității Kotlearivka era vorbitoare de ucraineană (99,2%), existând în minoritate și vorbitori de alte limbi.